# Mazarunia mazarunii
Mazarunia mazarunii är en fiskart som beskrevs av Kullander, 1990. Mazarunia mazarunii ingår i släktet Mazarunia och familjen Cichlidae. Inga underarter finns listade i Catalogue of Life.